# An Cafe
An Cafe (или Antic Cafe) (яп. アンティック－珈琲店－（カフェ） Antikku Kafe) это японская Поп-рок/Альтернативный рок-группа, основанная в 2003 и заключившая контракт с независимым лейблом Loop Ash. Группу характеризуют как Oshare kei, что является частью направления Visual kei. Коллектив выпустил несколько альбомов.

## История
Группа An Cafe основана в мае 2003 года. Первоначально участниками группы были Мику, Канон и Бо, к которым позже присоединился Тэруки, незадолго до того покинувший свой предыдущий коллектив, Feathers-Blue. В первый год группа пела вживую и не записывала песни.
В 2004 году An Cafe выпустили свои первые записи и заключили контракт с Loop Ash. Их первая запись «Candyholic» вышла в марте и достигла второго места в рейтинге Oricon (рейтинг для записей сделанных независимыми компаниями). Группа продолжила давать концерты и записывать свои песни, в том числе их первый альбом Shikisai Moment вышедший в 2005 году. Второй альбом Magnya Carta (обыгрывается слово «Магна Карта») вышел в 2006.
В 2007 году группа анонсировала своё первое выступление за пределами Японии «Project A-Kon». Это было сделано после того как группу покинул гитарист Бо. Последнее выступление с Бо состоялось 30 апреля 2007 года и было включено в DVD под названием Hibiya On *The* o New Sekai. После того как Бо покинул группу, было объявлено о двух новых участниках: Такуя должен был заменить Бо как гитарист, а также к группе должен присоединиться Юки. Первым синглом, выпущенным новым составом, стал «Kakusei Heroism», затем последовал «Ryuusei Rocket». В конце 2007 года An Cafe анонсировали свой первый зарубежный тур, который состоялся в Европе в 2008 году.
В начале 2008 года An Cafe анонсировали свой новый сингл, «Cherry Saku Yuuki!!», а также новый альбом, Gokutama Rock Cafe, который вышел 9 апреля 2008 года.
Летом 2008 года стартовал специальный проект группы, посвященный её 5-летнему юбилею. Грандиозный финал состоялся в самом большом зале за всю историю группы — Tokyo Big Sight. Поздравить группу в тот день пришло около 6 тысяч человек.
11 марта 2009 года An Cafe выпустили сингл «Aroma» и последний концертный DVD AN CAFE «Live Cafe Tour '08 Nyappy Go Around The World». Релизы состоялись в самый разгар второго мирового тура группы, который охватил 4 континента всего за месяц.
13 марта 2009 года вышел новейший EP группы «Harajuku Dance Rock».
Готовится новый четвёртый альбом под названием «BB Parallel World», который должен появиться 9 сентября 2009 года в Японии и 2 октября в Европе. В альбом войдут треки «Aroma», «Summer Dive» и «Natsu Koi ★ Natsu GAME», а также восемь других песен.
В 2010 году An Cafe приостановили свою деятельность. Последний концерт перед творческой паузой состоялся в арене Ниппон Будокан 4 января 2010.
Совсем недавно[уточнить] Мику, вокалист An Cafe, выпустил свой собственный фотобук, в который вошли и многие личные фото артиста. Сам автор провел презентацию этой книги и ответил на многочисленные вопросы на автографсессии в LAFORET.
1 апреля 2012 года на японском сайте yattar japan An Cafe объявили о своем возвращении. Летом они планируют концерты и выпуски новых песен. Так же был обновлен официальный сайт группы https://web.archive.org/web/20080925112128/http://www.ancafe-web.com/

## Поддержка
An Cafe на протяжении долгого времени поддерживали популярный японский бренд Sex Pot Revenge, так как их часто видят в одежде этого лейбла. Они также появились на обложке бесплатного журнала V!nyl Syndicate, которым владеет эта компания. В 2008 году вокалист Мику вёл программу Volume 2 of Visual Kei DVD Magazine вместе с талисманом журнала — Biju.

## Международное признание
An Cafe были успешными не только в Японии, но также Европе, континентальной Азии (Корея, Китай), Аргентине, Бразилии и США. В 2008 году группа посетила Финляндию, Швецию, Германию, Францию, Англию и Испанию во время европейских гастролей «Live Cafe Tour '08 — Nyappy go around the world». Они дали 10 концертов в 6 странах, 5 из которых прошли в Германии.
Осенью 2008 года состоялся национальный тур группы «Nyappy go around love&gan» в честь пятилетия группы.
В ноябре 2008 года An Cafe подтвердили своё намерение отправиться в турне по Южной Америке в марте-апреле 2009. Американское турне по трем городам Калифорнии запланировано на апрель. Группа также собирается снова посетить Европу в марте 2009, запланировано 10 концертов в следующих странах, по 2 в Финляндии, Германии и Франции, по одному в Швеции, Англии, Испании и России (Москва).

## Участники
- Мику (みく, настоящее имя Акихару Цукияма (築山 明治), род. 5 января 1984 года в Нагасаки) — вокалист.
- Такуя (たくや, настоящее имя Такуя Нугуиси (拭石 拓也), род. 9 февраля 1988 года в Вакаяме) — гитарист.
- Канон (カノン, настоящее имя Синъя Сано (佐野 真哉), род. 5 июля 1984 года в Тибе) — бас-гитарист.
- Юки (ゆうき, настоящее имя Юки Такахаси (高橋 祐樹), род. 29 августа 1986 года в Кагосиме) — клавишник.
- Тэруки (輝喜, настоящее имя Тэруки Нагата (永田 輝喜), род. 8 декабря 1981 года в Сендае) — барабанщик.

## Бывшие участники
- Бо (坊, настоящее имя Кадзухико Сайто (斎藤 和弘), род. 16 сентября 1983 года в Токио) — гитарист.

## Дискография

### Альбомы
| Название            | Название по-японски  | Дата            |
| ------------------- | -------------------- | --------------- |
| Amedama Rock        | 飴玉ロック           | 23 февраля 2005 |
| Shikisai Moment     | 色彩モーメント       | 9 ноября 2005   |
| Magnya Carta        | マグニャカルタ       | 29 ноября 2006  |
| Gokutama Rock Cafe  | 極魂Rock Cafe        | 14 марта 2008   |
| Harajuku Dance Rock |                      | 20 марта 2009   |
| BB Parallel World   | BBパラレルワールド   | 9 сентября 2009 |
| AN CAFE BEST ALBUM  | アンティック-珈琲店- | 9 декабря 2009  |
| Amazing Blue        | ｱﾒｰｼﾞﾝｸﾞﾌﾞﾙｰ         | 8 августа 2012  |
| Hikagyaku ZiprocK   | 非可逆ZiprocK        | 6 ноября 2013   |

### Синглы
| Название                                                       | Название по-японски                                | Дата             |  |
| -------------------------------------------------------------- | -------------------------------------------------- | ---------------- |  |
| O-PU-NGU (Demotape)                                            | オープ●ング                                        | 17 июня 2003     |  |
| Uzumaki senshokutai (Demotape)                                 | ウズマキ染色体/ハツコイ                            | 2 июля 2003      |  |
| CANDYHOLIC                                                     | キャンデーホリック                                 | 24 марта 2004    |  |
| Hatsukoi                                                       | ハツコイ                                           | 29 мая 2004      |  |
| √69                                                            |                                                    | 6 июня 2004      |  |
| Touhikairo                                                     | 逃避回路                                           | 16 сентября 2004 |  |
| 'COSMOS                                                        | 孤妄                                               | 24 ноября 2004   |  |
| karakuri hitei''                                               | カラクリ否定                                       | 30 марта 2005    |  |
| tekesuta kousen ~kurayami o terasu hikari wa houseki no youni~ | テケスタ光線～暗闇を照らす光は宝石のように～       | 20 июля 2005     |  |
| ESCAPISM ~amai MILK o sutta kohitsuji-chan~                    | エスカピズム～甘いミルクを吸った子羊ちゃん～       | 24 августа 2005  |  |
| MERRYMAKING ~dekoboko na mainichi to, aikawarazu na bokura~    | メリメイキング～凸凹な毎日と、あいかわらずな僕ら～ | 21 сентября 2005 |  |
| 10’s COLLECTION MARCH                                          | 10’s コレクション マァチ                           | 1 марта 2006     |  |
| BondS ~kizuna~                                                 | BondS ～絆～                                       | 16 мая 2006      |  |
| SMILE ichiban ii onna                                          | スマイル一番 イイ女                                | 19 сентября 2006 |  |
| SNOW SCENE                                                     | スノーシ一ン                                       | 18 октября 2006  |  |
| Kakusei Heroism ~The Hero without a «Name»~                    | 覚醒ヒロイズム ～THE HERO WITHOUT A «NAME»～       | 22 августа 2007  |  |
| Ryuusei Rocket                                                 | 流星ロケット                                       | 7 ноября 2007    |  |
| Cherry Saku Yuuki!!                                            | Cherry咲く勇気!!                                   | 27 февраля 2008  |  |
| Summer Dive                                                    | SUMMER DIVE ~kan toro PEACH☆BEACH~                 | 30 августа 2008  |  |
| Koakuma USAGI no koibumi to machine gun e.p.                   | 小悪魔USAGIの恋文とマシンガンe.p.'                 | 13 октября 2008  |  |
| Aroma                                                          |                                                    | 11 марта 2009    |  |
| Natsu Koi★Natsu GAME                                           | 夏恋★夏GAME                                        | 12 августа 2009  |  |

### DVD
| Название                                        | Название по-японски    | Дата            |
| ----------------------------------------------- | ---------------------- | --------------- |
| Like an cafe                                    | ライカ・カフェ         | 10 октября 2004 |
| 20051203 Shikisai A On                          | 20051203色彩亜音       | 3 декабря 2005  |
| Yagai de nyappy                                 | 野外でニャッピー       | 17 декабря 2006 |
| Hibiya on ★the★ o New World                     | HIBIYA ON★ザ★御NEW世界 | 2 июля 2007     |
| Nyappy Go Around Fever                          |                        | 25 апреля 2008  |
| AnCafesta '08 Summer Dive                       |                        | 24 декабря 2008 |
| Live Cafe — Tour '08 Nyappy Go Around the World |                        | 11 марта 2009   |
| Finale of Nyappy — Kawayusu Rock de Go Gogo!!   |                        | 4 ноября 2009   |

## Статьи
1. ↑  Allmusic (недоступная ссылка) by Jason Birchmeier
2. ↑  AN CAFE Кульминация проекта в честь пятилетия группы. Musicjapanplus (19 августа 2009). Дата обращения: 30 января 2010. Архивировано из оригинала 25 марта 2012 года.
3. ↑  Kawayasu night в Париже, 2009/03/25. Musicjapanplus (2 мая 2009). Дата обращения: 30 января 2010. Архивировано из оригинала 25 марта 2012 года.
4. ↑  Ready to Perform On Stage at Nippon Budokan. Musicjapanplus (28 декабря 2009). Дата обращения: 30 января 2010. Архивировано из оригинала 25 марта 2012 года.
5. ↑  AN CAFE LIVE TOUR 2010 キング オブ 原宿ダンスロック / KING OF HARAJUKU DANCE ROCK～いきなりニャッピーレジェンド / IKINARI NYAPPY LEGEND～ Jan 4th at Nippon Budokan. Musicjapanplus (21 января 2010). Дата обращения: 30 января 2010. Архивировано из оригинала 25 марта 2012 года.
6. ↑  Miku"可愛湯's ЯосКレシピ / Kawayu's ЯосК Recipe" Autograph Session. Musicjapanplus (21 января 2010). Дата обращения: 30 января 2010. Архивировано из оригинала 25 марта 2012 года.
7. ↑  An Cafe Пятый Юбилейный концерт тура 08-09 “NYAPPY GO AROUND LOVE&GUN”, 5-е января, JCB Hall. Musicjapanplus (13 февраля 2009). Дата обращения: 30 января 2010. Архивировано из оригинала 25 марта 2012 года.